# Pats Pauwels
Patricia (Pats) Pauwels is een Belgisch voormalig bowler.

## Levensloop
Pauwels behoorde tot het 'team of six' (voorts samengesteld uit Jacqueline Coudère, Nora Haveneers, May Lenaerts, Nicole Maes en Carine Adriaenssen) dat zilver won op de Europese kampioenschappen van 1977 te Helsinki.